# Марша Кларк
Марша Кларк (на английски: Marcia Clark) е американска прокурорка, известна като водещ прокурор по делото за убийство срещу футболната звезда О Джей Симпсън, телевизионна продуцентка и писателка на произведения в жанра трилър и криминален роман.

## Биография и творчество
Марша Рейчъл Кларк, с рожд. име Марша Клекс, е родена на 31 август 1953 г. в Бъркли, Калифорния, САЩ, в еврейското семейство на израелеца Абрахам Клекс и Розлин Масур. Има по-малък брат. Баща ѝ работи в Агенцията по храните и лекарствата, поради което семейството се мести много пъти, живеейки в Калифорния, Ню Йорк, Мичиган и Мериленд.
Завършва гимназия „Сюзън Вагнер“ в Статън Айлънд в Ню Йорк през 1971 г. През 1976 г. завършва с бакалавърска степен специалност политически науки в Калифорнийския университет в Лос Анджелис. След това получава докторска степен в частното Югозападно юридическо училище в Лос Анджелис. През 1979 г. е приета в адвокатската колегия на Лос Анджелис.
След дипломирането си работи като адвокат по криминални дела в адвокатската кантора „Brodey & Price“ в Лос Анджелис. През 1981 г. става помощник окръжен прокурор на окръг Лос Анджелис. Сред най-известните дела, в които участва като прокурор е делото от 1991 г. за убийстното на телевизионната звезда Ребека Шефер от Робърт Джон Бардо, и делото на О Джей Симпсън от 1995 г. обвинения за убийствата на бившата му съпруга Никол Браун Симпсън и Рон Голдман, наричан „процеса на века“. След оправдателна присъда по делото напуска прокуратурата и започва да се изявява като телевизионен водещ и коментатор за медии като NBC, CNBC и Fox.
Заедно с Тереза Карпентър издават през 1997 г. книгата „Without a Doubt“ (Без съмнение) посветена на случая Симпсън, която става бестселър №1.
Първият ѝ роман „Виновен до доказване на противното“ от поредицата „Рейчъл Найт“ е издаден през 2011 г. Главната героиня, Рейчъл Найт, е безмилостен прокурор в Лос Анджелис. Романът става бестселър в списъка на „Ню Йорк Таймс“. Вторият роман от поредицата, „Степени на вина“ от 2012 г., също е бестселър. Екранизиран е през 2015 г. едноименния телевизионен филм с участието на Джулия Стайлс.
През 2016 г. е издаден романът ѝ „Blood Defense“ (Кръвна защита) от поредицата „Саманта Бринкман“. В поредицата героинята Саманта Бринкман е адвокат по наказателни дела.
През 1976 г. се омъжва за Габриел Хоровиц, израелски професионален играч на табла, с когото се запознава, докато са състуденти в Калифорнийския университет. Развеждат се през 1980 г. През 1980 г. се омъжва за Гордън Кларк, компютърен програмист и системен администратор, нает в Църквата на сциентологията. Имат двама сина. Развеждат се през 1995 г. по време на процеса, заради нейната прекомерна заетост и атаките от страна медиите.
Марша Кларк живее в Калабасас.

## Произведения

### Серия „Рейчъл Найт“ (Rachel Knight)
1. Guilt By Association (2011)
Виновен до доказване на противното, изд.: ИК „Обсидиан“, София (2011), прев. Красимира Абаджиева
2. Guilt By Degrees (2012)
Степени на вина, изд.: ИК „Обсидиан“, София (2012), прев. Красимира Абаджиева
3. Killer Ambition (2013)
4. The Competition (2014)
5. : новели към серията
6. If I'm Dead (2012)
7. Trouble in Paradise (2013)

### Серия „Саманта Бринкман“ (Samantha Brinkman)
1. Blood Defense (2016)
2. Moral Defense (2016)
3. Snap Judgment (2017)
4. Final Judgment (2020)

### Документалистика
- Without a Doubt (1997) – с Тереза Карпентър

### Екранизации
- 2015 Guilt by Association – продуцент
- 2019 The Fix – тв сериал, 10 епизода, продуцент